# Vennhochfläche bei Mützenich
Vennhochfläche bei Mützenich este o arie protejată (arie specială de conservare — SAC, sit de importanță comunitară — SCI) din Germania întinsă pe o suprafață de 32,25 ha, integral pe uscat.

## Localizare
Centrul sitului Vennhochfläche bei Mützenich este situat la coordonatele 50°34′08″N 6°12′10″E / 50.5689°N 6.2028°E.

## Înființare
Situl Vennhochfläche bei Mützenich a fost declarat sit de importanță comunitară în martie 2001 pentru a proteja un număr necunoscut de specii din flora spontană și fauna sălbatică aflate în arealul zonei. Situl a fost protejat și ca arie specială de conservare în august 2004.

## Biodiversitate
Situată în ecoregiunea continentală, aria protejată conține 3 habitate naturale: Lacuri și iazuri distrofice naturale, Mlaștini oligotrofe degradate, capabile încă de regenerare naturală, Mlaștini turboase de tranziție și turbării mișcătoare.
La baza desemnării sitului se află un număr nedeclarat de specii protejate:
Pe lângă speciile protejate, pe teritoriul sitului au mai fost identificate 5 specii de plante.